# Goryeonghwa gajok
Pour plus de détails, voir Fiche technique et Distribution.
Goryeonghwa gajok (고령화 가족) est un film sud-coréen réalisé par Song Hae-seong, sorti en 2013.

## Synopsis
In-mo est un réalisateur de 40 ans qui est sans emploi depuis dix ans, après l'échec commercial et artistique de son premier film. En proie à la pauvreté et déprimé par l'infidélité de sa femme, il décide de se pendre. Mais un appel opportun de sa mère l'invitant à dîner le fait changer d'avis.

## Fiche technique
- Titre : Goryeonghwa gajok
- Titre original : 고령화 가족
- Titre anglais : Boomerang Family
- Réalisation : Song Hae-seong d'après le roman du même nom de Cheon Myeong-kwan
- Scénario : Song Hae-seong
- Musique : Lee Jae-jin
- Photographie : Hong Kyung-pyo
- Montage : Park Gok-ji
- Production : Na Gyeong-chan et Kim Dong-hyun
- Société de production : Invent Stone
- Pays :  Corée du Sud
- Genre : Comédie noire
- Durée : 112 minutes
- Dates de sortie : 
  -  Corée du Sud : 9 mai 2013

## Distribution
- Park Hae-il : In-mo
- Kong Hyo-jin : Mi-yeon
- Yoon Je-moon : Han-mo
- Youn Yuh-jung : Mom
- Jin Ji-hee : Min-kyeong
- Hwang Byeong-guk : le photographe de mariage

## Distinctions
Le film a été nommé pour quatre Grand Bell Awards.